# John Edward Gray
John Edward Gray (Walsall, 1800. február 12. – London, 1875. március 7.) brit zoológus. Zoológiai szakmunkákban nevének rövidítése: „Gray”.

## Élete
1840 és 1874 között a British Museum alkalmazásában állt zoológusként. Számos katalógust publikált a múzeum gyűjteményéről, amelyek állatcsoportok összehasonlító leírását és új fajleírásokat egyaránt tartalmaztak. Részt vett a múzeum gyűjteményének gyarapításában, a világon a legkiválóbbak közé emelve azt.
Emlékét őrzi az indiai üstökösgém (Ardeola grayii Sykes) tudományos neve is.

## Fordítás
- Ez a szócikk részben vagy egészben a John Edward Gray című angol Wikipédia-szócikk ezen változatának fordításán alapul.  Az eredeti cikk szerkesztőit annak laptörténete sorolja fel. Ez a jelzés csupán a megfogalmazás eredetét és a szerzői jogokat jelzi, nem szolgál a cikkben szereplő információk forrásmegjelöléseként.